# Federico García Lorca

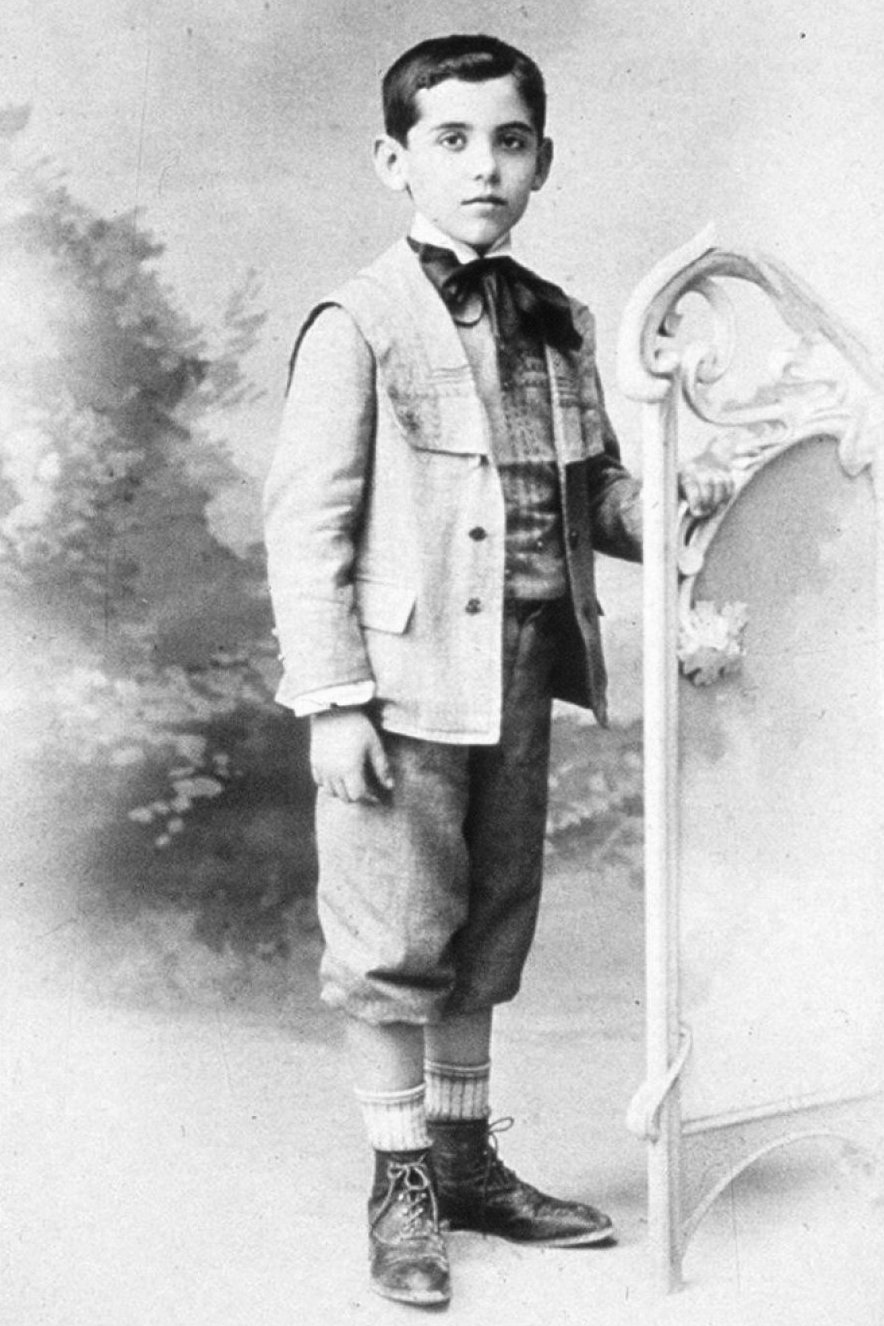
Federico García Lorca, jako sześcioletni chłopiec

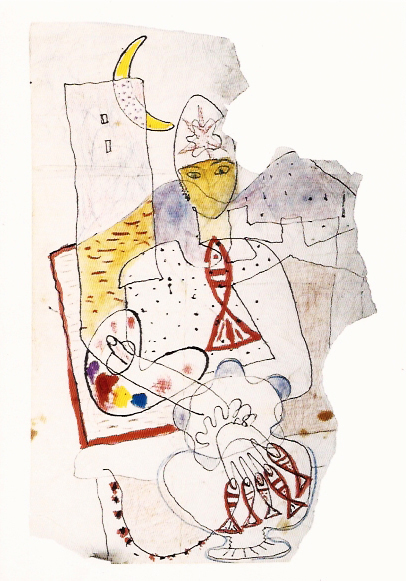
Federico García Lorca, Portret Salvadora Dalego, 1927

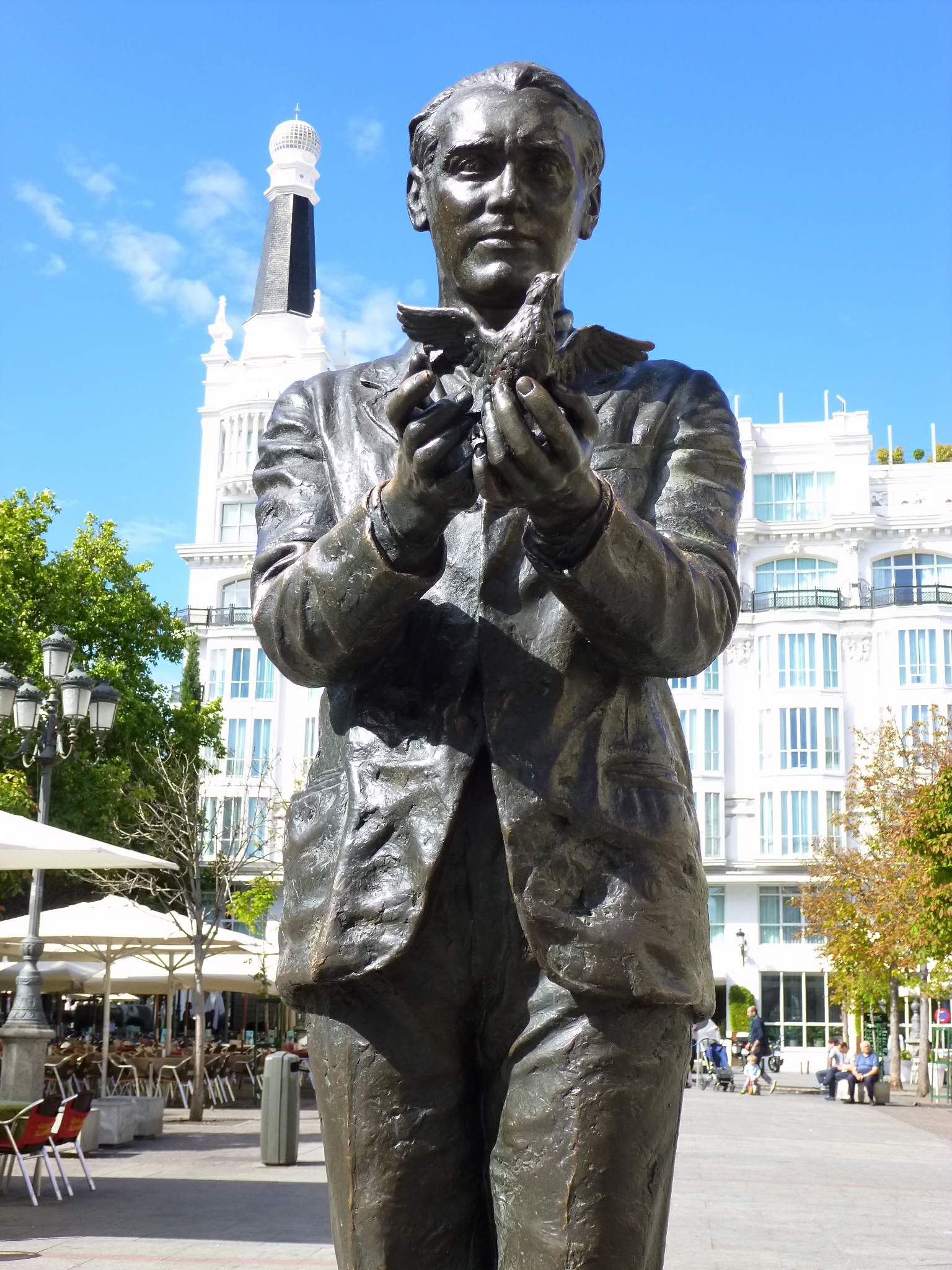
Pomnik Lorci w Madrycie

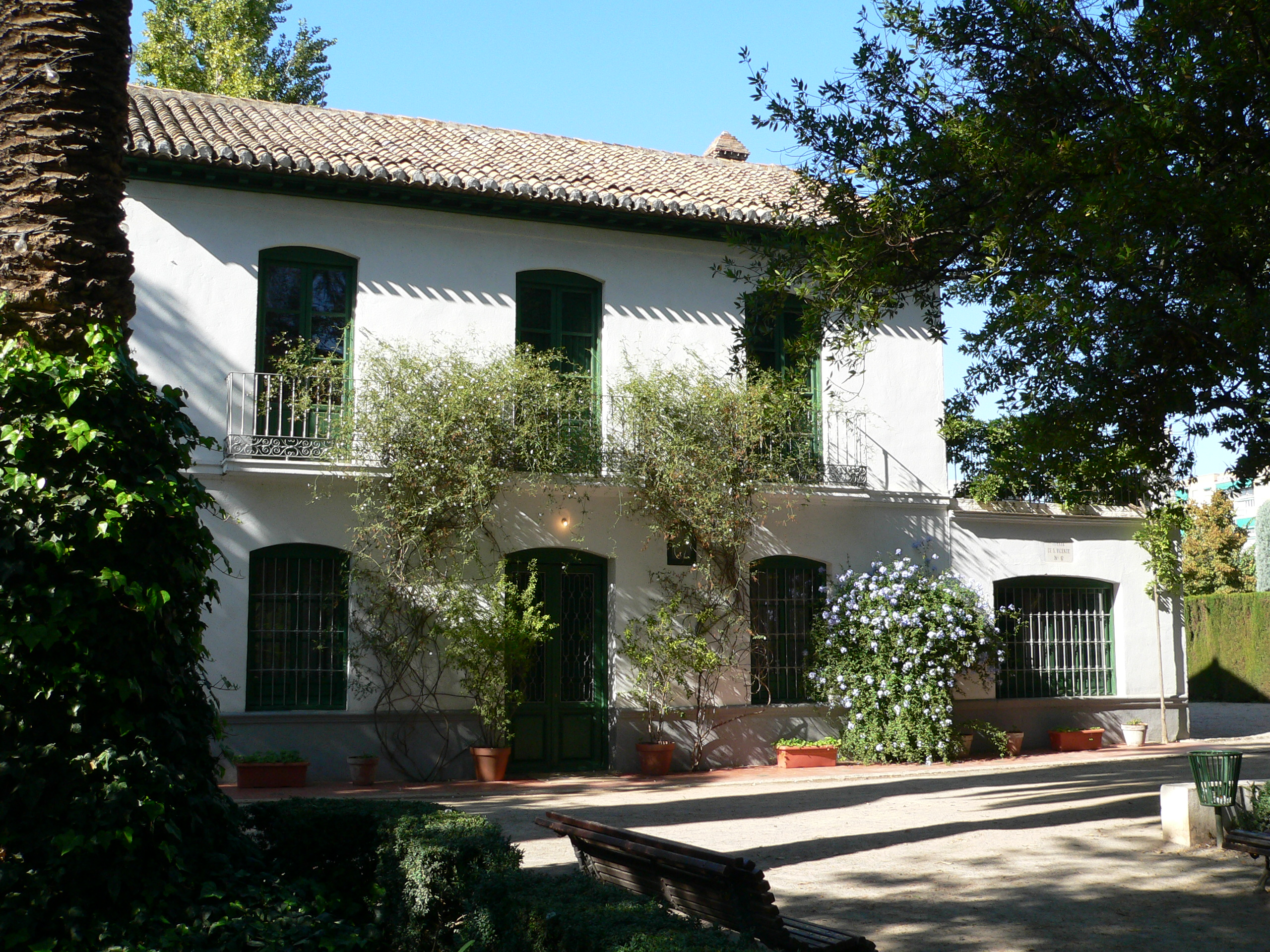
Letni dom Lorci w Granadzie, obecnie muzeum

Federico del Sagrado Corazón de Jesús García Lorca, bardziej znany jako Federico García Lorca (ur. 5 czerwca 1898 w Fuente Vaqueros, zm. 19 sierpnia 1936 k. Alfacar) – hiszpański poeta i dramaturg; był także malarzem, pianistą i kompozytorem. Sztandarowy przedstawiciel Pokolenia 27. Jeden z najwybitniejszych przedstawicieli hiszpańskiej literatury XX wieku.

## Życiorys
Urodził się w Fuente Vaqueros w prowincji Grenada. W roku 1909 jego rodzina przeprowadziła się do Grenady, a on sam w roku 1919 wyjechał do Madrytu, gdzie studiował literaturę i filozofię i gdzie zaprzyjaźnił się m.in. z Salvadorem Dalí i Luisem Buñuelem.
Swój pierwszy tom opowiadań, Impresiones y paisajes, opublikował jeszcze w Grenadzie, w roku 1918. Swoją pierwszą sztukę, El maleficio de la mariposa, wystawił już w Madrycie, w roku 1920. Nie spotkała się ona z życzliwym przyjęciem (odbyły się tylko cztery przedstawienia), co sprawiło, że Lorca twierdził później, iż wystawiona w roku 1927 Mariana Pineda, opisująca życie i śmierć rewolucjonistki Mariany Pinedy, była jego pierwszym utworem dramatycznym.
W latach 1929–1930 przebywał w USA, przede wszystkim w Nowym Jorku. Z tego czasu pochodzi tomik wierszy Poeta en Nueva York oraz sztuki Así que pasen cinco años i El público.
Jego powrót do Hiszpanii zbiegł się z proklamowaniem Drugiej Republiki Hiszpańskiej. W latach 1931–1936, do wybuchu wojny domowej, zajmował się reżyserią teatralną, aktorstwem i napisał swoje najgłośniejsze sztuki.
Został zamordowany przez skrajnie prawicową bojówkę na początku hiszpańskiej wojny domowej. Odpowiedzialność za jego zamordowanie 19 sierpnia 1936 ponoszą Gonzalo Queipo de Llano i José Valdés Guzmán. Wcześniej, 16 sierpnia został zabity jego szwagier Manuel Fernandez Montesinos, burmistrz Grenady.
Na język polski jego utwory tłumaczyli m.in. Danuta Mucha, Urszula Aszyk, Zbigniew Bieńkowski, Leszek Engelking, Jerzy Ficowski, Mieczysław Jastrun, Irena Kuran-Bogucka, Jacek Lyszczyna, Józef Łobodowski, Jarosław Marek Rymkiewicz, Włodzimierz Słobodnik, Zofia Szleyen i Jan Winczakiewicz. W 2019 r. w serii Biblioteka Narodowa wydawnictwa Ossolineum ukazał się tom Wiersze i wykłady ze wstępem i w opracowaniu Justyny Ziarkowskiej i wyborze Marcina Kurka.

## Twórczość

### Zbiory liryki
- Zbiór wierszy (Libro de poemas, wyd. 1921)
- Liryka pieśni głębokiej (Poema del cante jondo, 1921-1922, wyd. 1931)
- Oda do Salvadora Dalí (Oda a Salvador Dalí, wyd. 1926)
- Romancero cygańskie (Romancero gitano, wyd. 1928)
- Poeta w Nowym Jorku (Poeta en Nueva York, 1930, wyd. pośm. 1940)
- Żale nad Ignaciem Sánchezem Mejías (Llanto por Ignacio Sánchez Mejías, wyd. 1935)
- Sześć poematów galicyjskich (Seis poemas gallegos, wyd. 1935)
- Dywan z Tamarit (Diván del Tamarit, 1936, wyd. pośm. 1941)
- Sonety ciemnej miłości (Sonetos del amor oscuro, wyd. 1936)
- Pierwsze pieśni (Primeras canciones, wyd. 1936)
- Stare pieśni hiszpańskie (Canciones españolas antiguas; zbiór pieśni na głos i gitarę)

### Proza
- Impresje i pejzaże (Impresiones y paisajes, wyd. 1918)

### Utwory dramatyczne (sztuki teatralne)
- Mariana Pineda (Mariana Pineda, 1927)
- Czarująca szewcowa (La zapatera prodigiosa, 1930)
- Krwawe gody (Bodas de sangre, prem. teatr. 1933, wyd. 1936)
- Yerma (Yerma, 1934)
- Panna Rosita, czyli Język kwiatów (Doña Rosita la soltera o el lenguaje de las flores, 1935)
- Dom Bernardy Alby (La casa de Bernarda Alba, 1936)

### Polskie wydania

#### Wybory poezji
- Romance cygańskie – przekł. Jerzy Ficowski, wyd. pol. Warszawa, KIW, 1949

- Wybór wierszy –  spolszczył Włodzimierz Słobodnik, wyd. pol. Warszawa, Czytelnik, 1950
- Federico García Lorca. Wiersze – przeł. Jan Winczakiewicz, wyd. pol. Tonbridge, Oficyna Poetów i Malarzy na Emigracji w Anglii, 1952
- Poezje wybrane – przekł. Jerzy Ficowski, wyd. pol. Warszawa, PIW, 1958
- Federico García Lorca. Poezje – przekł. Irena Kuran-Bogucka, Gdańsk, Wydawnictwo Morskie, 1982
- Od pierwszych pieśni do słów ostatnich (Wiersze, proza, listy, wypowiedzi)  – wybr. i przeł. Zofia Szleyen, Kraków, Wydawnictwo Literackie,1987
- Suity i sonety – wybór i przekład Zofia Szleyen, rys. Federico García Lorca, Warszawa, WAiF, 1989
- Romancero cygańskie – przekł. Irena Kuran-Bogucka, Gdynia, Mitel, 1992
- A jabłko było kamieniem – przeł. Monika Sienkiewicz, Mariew, Zakład Wydawniczo-Poligraficzny Ewa i Roman Świerczyńscy, 1992
- Sonety ciemnej miłości  – przekł. Irena Kuran-Bogucka, Bydgoszcz, Świadectwo, 1994
- Federico García Lorca. Poezje = Poesía – wydanie dwujęzyczne, wybór i przekł. Jan Winczakiewicz, opr. graf. Ewa Możejko i Jerzy Rozwadowski, Warszawa, KIW, 2003
- Federico García Lorca. Romance cygańskie i inne wiersze – przekł. Maria Orzeszkowska-Szumowska, il. Jan Szumowski, Wrocław, Akwedukt, 2008
- Śpiewak cygańskich romansów – przekł. Jarosław Marek Rymkiewicz, Warszawa, Wyd. Sic!, 2011
- Gips i jaśmin. Poezje wybrane – przekł. Leszek Engelking, Łódź, Wydawnictwo Officyna, 2017
- Piosenka o chłopcu o siedmiu sercach i inne wiersze – wybór i tł. Jacek Lyszczyna, Warszawa, Fundacja Zeszytów Literackich, 2017
- Federico García Lorca. Wiersze i wykłady –  wybór przekładów Marcin Kurek, wielu tłumaczy, Wrocław, Zakład Narodowy im. Ossolińskich, 2019
- Federico García Lorca. Od symbolizmu do surrealizmu – wydanie dwujęzyczne, wybór, wstęp, tł. Jacek Lyszczyna, Katowice, Wyd. Uniwersytetu Śląskiego, 2019

#### Wydania w antologiach
- Nastolatki nie lubią wierszy (antologia) – Warszawa, Nasza Księgarnia, 1967
- Czesław Miłosz, Mowa wiązana (antologia) – Warszawa, PIW, 1986
- Czeka cię serce moje (antologia; wraz z Rafael Alberti, Vicente Aleixandre, Dámaso Alonso i inni) wyd. pol. 1994

#### Utwory dramatyczne (sztuki teatralne)
- Mariana Pineda – przekł. Zofia Szleyen, Warszawa, KIW, 1950

- Wiersze i dramaty – przekł. Zofia Szleyen, drzeworyty Maria Hiszpańska, Warszawa, KIW, 1951
- Teatro breve: Groteski teatralne – zebr. i przeł. Zofia Szleyen, il. Otto Axer, Kraków, Wydawnictwo Literackie, 1966

- Dramaty – przekł. Zbigniew Bieńkowski, Mieczysław Jastrun, Zofia Szleyen, Kraków, Wydawnictwo Literackie, 1968
- Publiczność: Sztuka bez tytułu – przekł. Zofia Szleyen, Kraków, Wydawnictwo Literackie,1982

#### Inne
- Teatr Federico García Lorca – (szkice) Stefania Ciesielska-Borkowska, Wrocław, Zakład Narodowy im. Ossolińskich, 1962
- Federico García Lorca w teatrze swoich czasów – (inscenizacje), Urszula Aszyk, Warszawa, Energeia, 1997
- Teatr nie dokończony - teatr otwarty – przekł. i opr. Urszula Aszyk, Warszawa, Energeia, 1998

## Lorca w dziełach innych
- 1924: Salvador Dalí Potrójny portret Garcíi Lorki – obraz
- 1936: Pablo Neruda Oda do Fryderyka Garcia Lorka
- 2002: Stanisław Sojka Soykanova – piosenka
- 2009: Jarosław Jar Chojnacki Pieśń jesienna – piosenka
- 2012: Rafael Juran – animacja 2D „Śmierć Federico Lorki”
- 2023: Łona, Konieczny, Krupa "Pan Darek" - piosenka ( Płyta:TAXI)

## Wybrana filmografia
Filmy fabularne
- „Lorca, muerte de un poeta” (1987), reż. Juan Antonio Bardem – sześcioodcinkowy serial telewizyjny ukazujący życie Lorki od młodości do śmierci. Lorcę gra Nickolas Grace.
- „The Disappearance of Garcia Lorca” (1996), reż. Marcos Zurinaga – amerykańsko-hiszpański dramat oparty na książce o poszukiwaniach prawdy o śmierci Lorci oraz polityczny kontekst wojny domowej w Hiszpanii. Lorcę gra Andy García.
- „Lorca: muerte en Granada” (1997), reż. Marcos Zurinaga – inna wersja historii śmierci Lorci, również z Andym Garcíą w roli głównej (często mylona z powyższym filmem, choć były dystrybuowane pod różnymi tytułami). Film skupia się na ostatnich dniach Lorci przed jego egzekucją.
- „Little Ashes” (2008), reż. Paul Morrison – film opowiada o relacjach między młodym Lorcą, Luisem Buñuelem i Salvadorem Dalím w latach 20. Lorcę gra Javier Beltrán, a Dalí'ego Robert Pattinson oraz eksploruje również domniemany romans Lorci z Dalím.

Filmy dokumentalne
- „Federico García Lorca: A Family Portrait” (1980) – dokument skupiający się na życiu Lorci poprzez wspomnienia jego rodziny.
- „Lorca: así que pasen cien años” (1986), reż. Juan Antonio Bardem – refleksyjny dokument z okazji 50. rocznicy śmierci Lorci, ukazujący jego twórczość i wpływ na kulturę.
- „El mar deja de moverse” (2006), reż. Emilio Ruiz Barrachina – film dokumentalny próbujący zrekonstruować ostatnie dni życia poety.